# Віктор Флемінг
Віктор Флемінг (англ. Victor Fleming; 23 лютого 1889 — 6 січня 1949) — американський кінорежисер, оператор. Лауреат премії «Оскар» за найкращу режисерську роботу.

## Біографія
Віктор Флемінг народився 23 лютого 1889 року в Каліфорнії (США).
Він не відразу прийшов у кіно — спочатку був автогонщиком і фотографом, і тільки в 1911 році спробував себе в ролі асистента оператора.
З цього ж часу він працював над фільмами разом з режисером Аленом Дуенья. У 1915 році Віктор Флемінг почав працювати кінооператором в компанії Triangle під керівництвом Девіда В. Гріффіта. Був оператором декількох фільмів за участю Дугласа Фербенкса, а режисером був А. Дуена.
Під час Першої світової війни Флемінг займався аерофотозйомкою в розвідці, а потім супроводжував президента Вудро Вільсона в поїздках по європейських країнах як старший оператор.
У 1919 році Флемінг повернувся до Голлівуду, і в цей час відбувся його режисерський дебют з двох стрічок: «Коли клубочаться хмари» і «Ніженка», в яких зіграв актор Фербенкс. Кінокритики визнали, що Віктор — майстер своєї справи. У 1920-ті роки Флемінг знімав фільми в різних жанрах, але найбільше пригодницьких, а також у його доробку були й мелодрами, і навіть популярний мюзикл «Чарівник країни Оз».
Його картини завжди виходили успішними, професійними, з цікавими сюжетами і хорошою грою акторів. Найкращою ж роботою Флемінга визнаний фільм «Віднесені вітром» за однойменним романом Маргарет Мітчелл з Вів'єн Лі і Кларком Гейблом в головних ролях. За цей фільм Флемінг в 1940 році отримав «Оскар».
Два його останні фільми — «Пригода» і «Жанна Д'Арк» не мали успіху. Віктор Флемінг помер 6 січня 1949 року від серцевого нападу.

## Нагороди
- 1940 — Премія «Оскар» за найкращу режисерську роботу.

## Фільмографія
- 1920 — Ніженка
- 1921 — Мамині справи
- 1921 — Місце жінки
- 1922 — Червона гаряча романтика
- 1932 — Червоний пил
- 1933 — Білява бомба
- 1934 — Острів скарбів
- 1937 — Відважні капітани
- 1939 — Чарівник країни Оз
- 1939 — Звіяні вітром